# Friedrich Ernst Fesca

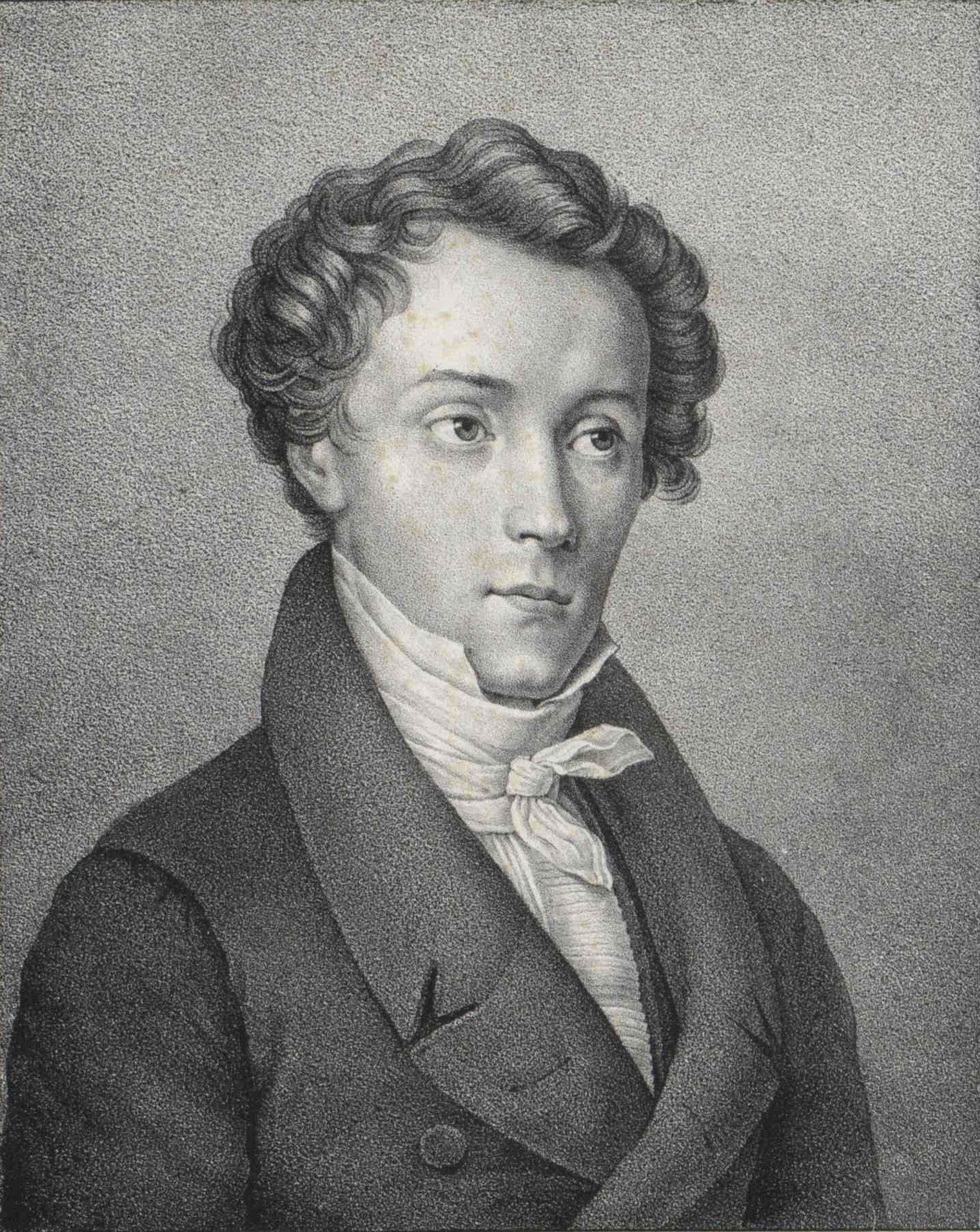

Friedrich Ernst Fesca, född 15 februari 1789, död 24 maj 1826, var en tysk violinist och tonsättare.
Fesca studerade i sin hemstad Magdeburg samt i Leipzig. Han blev senare konsertmästare i Kassel och Karlsruhe, där han dog. Fesca komponerade 20 stråkkvartetter, 5 kvintetter, 3 symfonier, 4 ouvertyrer och 2 operor, därutöver psalmer och visor.
Hans son Alexander Ernst Fesca (1820-1846) var känd och omtyckt som opera- och viskompositör.
Ett känt och ofta spelat verk är hans Septett nr 1, op. 26, i c-moll för piano, violin, viola, violoncell, kontrabas, oboe och horn skrivet 1842 och med satsbeteckningarna Allegro con spirito, Andante con moto, Scherzo, allegro vivo och Allegro con fuoco.